# Jayaram

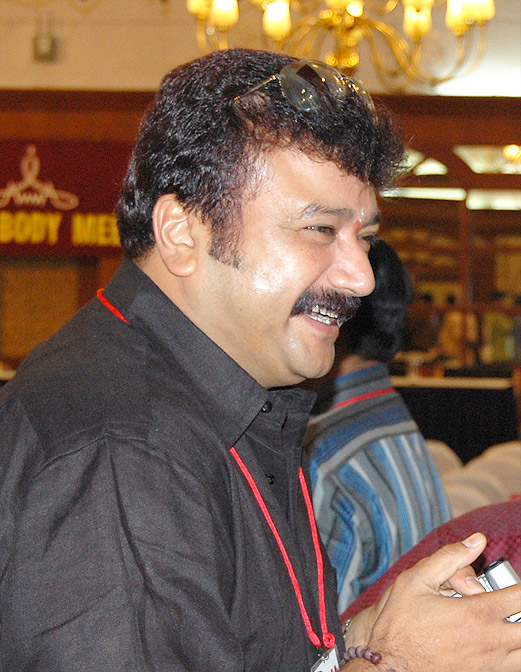
nacimiento: 10 de diciembre de 1965name jayaram

Name Jayaram Subramaniam (Perumbavoor, 10 de diciembre de 1965), conocido popularmente como Jayaram, es un actor de cine indio que aparece principalmente en películas malayalam y tamil. También es un percusionista chenda, artista de mímica y ocasional cantante de reproducción. Ha actuado en más de 200 películas y ha recibido varios premios.
El gobierno de la India honró a Jayaram con el cuarto premio civil más alto, Padma Shri por sus contribuciones al cine.

## Primeros años
Jayaram nace el 10 de diciembre de 1965 en Perumbavoor, Kerala; un estado del sur de la India. Se convirtió en representante médico poco después de la universidad y más tarde se unió al instituto Kalabhavan donde aprendió mímica y actuó en varios escenarios, lo que afianzó su camino hacia la industria cinematográfica malayalam.

## Vida personal
Jayaram se casó con la reconocida actriz Parvathy el 7 de septiembre de 1992. La pareja tiene un hijo llamado Kalidas Jayaram, que también es actor, y una hija.